# Synapha michelbacheri
Synapha michelbacheri är en tvåvingeart som beskrevs av Lane 1962. Synapha michelbacheri ingår i släktet Synapha och familjen svampmyggor. Inga underarter finns listade i Catalogue of Life.